# Wilfried Schreiber (Militärökonom)
Wilfried Schreiber (* 1937 in Dresden; † 19. November 2024 in Berlin) war ein deutscher Militärökonom und ehemaliger Oberst der Nationalen Volksarmee. Er war Professor für Ökonomie an der Militärpolitischen Hochschule „Wilhelm Pieck“ der NVA der DDR in Berlin-Grünau und davor Hochschullehrer an der Offiziershochschule der Luftstreitkräfte/Luftverteidigung „Franz Mehring“ in Kamenz.

## Leben

### Herkunft und Ausbildung
Schreiber wurde 1937 in Dresden geboren. Nach dem Abitur (1955) trat er in die Kasernierte Volkspolizei (KVP) der DDR ein. Er wurde Anfang 1956 in die Nationale Volksarmee (NVA) der DDR übernommen und wurde 1959 zum ersten Offiziersdienstgrad ernannt.

### Laufbahn
Im Dezember 1960 begann er seinen Truppendienst im Kommando der Luftstreitkräfte/ Luftverteidigung (LSK/LV) der DDR, wo er auf allen Führungsebenen tätig war. Berufsbegleitend absolvierte Schreiber von 1963 bis 1968 ein Fernstudium an der Karl-Marx-Universität Leipzig, das er als Diplomlehrer abschloss.
Schreiber wurde 1975 zum Doktor der Philosophie (Dr. phil.) promoviert. Im gleichen Jahr begann seine wissenschaftliche und Hochschullehrer-Laufbahn an der Offiziershochschule der Luftstreitkräfte/Luftverteidigung „Franz Mehring“ in Kamenz, die er ab 1978 an der Militärpolitischen Hochschule „Wilhelm Pieck“ (MPHS) in Berlin-Grünau fortsetzte.
Eine externe außerplanmäßige Aspirantur an der Militärakademie „Friedrich Engels“ in Dresden führte 1985 mit der Promotion B zum Doktor der Ökonomischen Wissenschaften (Dr. sc. oec.). An der Militärpolitischen Hochschule wurde Schreiber im Lehrstuhl Politische Ökonomie und Militärökonomie zum (Hochschul-)Dozenten (1987) sowie zum außerordentlichen Professor (1988) berufen.
Schreiber wurde im Zuge der Herstellung der Einheit Deutschlands vorläufig in der Bundeswehr weiterverwendet und am 31. Dezember 1990 aus dem Dienstverhältnis entlassen. Er war von 1991 bis 2002 in einem größeren deutschen Consultingunternehmen tätig.
Schreiber starb im November 2024. Sein Grab befindet sich auf dem St. Pius-St. Hedwig-Friedhof in Berlin-Alt-Hohenschönhausen.

### Wirken in Friedensforschung und Friedensbewegung
Anfang der 1980er Jahre begann Schreibers Mitarbeit im Redaktionsbeirat der außenpolitischen Zeitschrift IPW-Berichte sowie im DDR-Komitee für europäische Sicherheit und Zusammenarbeit. Schreiber war Mitglied im Beirat für Weltraumfragen des  Friedensrates der DDR und arbeitete in der Sektion Raumfahrt beim Präsidium der URANIA der DDR sowie in der Gesellschaft für Weltraumforschung und Raumfahrt der DDR (GWR) als Leiter der Arbeitsgruppe „Militärische Aspekte der Raumfahrt“.
Schreiber war seit 1987 Teilnehmer am deutsch-deutschen sicherheitspolitischen Dialog zwischen der SPD und SED.
Er wurde 1988 als Mitglied in den Wissenschaftlichen Rat für Friedensforschung (WRF) an der Akademie der Wissenschaften der DDR berufen. Er war 1989/90 Mitglied der Kommission zur Ausarbeitung einer neuen Militärdoktrin der DDR und an der Ausarbeitung der verteidigungspolitischen Leitlinien am Runden Tisch beim Verteidigungsminister der DDR beteiligt.
Schreiber war seit 1990 im Arbeitskreis Darmstädter Signal (Ak-DS) und im Vorstand dessen Förderkreises (FöK-DS) tätig.
Er arbeitete im Verband für Internationale Politik und Völkerrecht (VIP) sowie im Gesprächskreis Frieden und Sicherheitspolitik der Rosa-Luxemburg-Stiftung. Schreiber war an zahlreichen Workshops (2002–2013) des Militärgeschichtlichen Forschungsamtes der Bundeswehr (MGFA) zur Militärgeschichte der NVA und der Bündnisstreitkräfte beteiligt.
Schreiber wurde 2002 reguläres Mitglied der Dresdener Studiengemeinschaft Sicherheitspolitik e. V. (DSS), war Vorstandsmitglied (2005–2016) und publizierte eine Vielzahl eigener Beiträge für die DSS-Arbeitspapiere.
Schreiber publizierte zu aktuellen friedens- und sicherheitspolitischen Problemen beim außenpolitischen Journal „WeltTrends“, war in dessen wissenschaftlichem Beirat und publizierte dort als berufener Senior Research Fellow im WeltTrends-Institut für Internationale Politik (IIP). Er schrieb für Das Blättchen. Er kommentierte (2019–2024) in zahlreichen Ausgaben der DGKSP-Diskussionspapiere sicherheitspolitische Beiträge und Dokumente aus dem Ausland.

## Würdigung
In einem Nachruf hoben der Dresdener Gesprächskreis Sicherheitspolitik und WeltTrends seine vielseitige Wissenschaftlerpersönlichkeit hervor und würdigten seine Tatkraft bei der digitalen Herausgabe „des hochinformativen Newsletter ‘Aktuelles’ des WeltTrends-Instituts“.
Die Chefredaktion der Zweiwochenschrift „Das Blättchen“ würdigte in einem Nachruf ihren langjährigen Autor Wilfried Schreiber als einen „maßgeblichen Protagonisten einer wissenschaftlichen und publizistischen, auch über die Systemgrenze hinweg geführten Debatte um die Kriegsuntauglichkeit moderner Industriegesellschaften“.
Der Verband zur Pflege der Traditionen der Nationalen Volksarmee und der Grenztruppen der DDR bezeichnet Wilfried Schreiber in einem Nachruf als „Kämpfer der Friedensbewegung“ und hebt seine Mitarbeit „in mehreren Beiräten und in leitenden Funktionen der Friedensforschung“ hervor.

## Veröffentlichungen (Auswahl)
- Schriften von Wilfried Schreiber im Katalog der Deutschen Nationalbibliothek
- Schriften von Wilfried Schreiber im Katalog der Sächsische Landesbibliothek — Staats- und Universitätsbibliothek (SLUB) Dresden.
- Schriften von Wilfried Schreiber in der Sächsischen Bibliografie – SAXORUM Sächsische Landeskunde digital.